# Iniciativa Merindades de Castilla
Iniciativa Merindades de Castilla (IMC) es un partido político español comarcalista radicado en la comarca de Las Merindades (Burgos), fundado en 2003. Su objetivo principal es defender los intereses de los habitantes de esta comarca de Burgos.

## Historia del partido
Participó por primera vez en las elecciones municipales de España de 2003, en las que obtuvo cuatro concejales en el ayuntamiento de Villarcayo de Merindad de Castilla la Vieja. En las Elecciones municipales de España de 2011 obtiene la alcaldía de Trespaderne, municipio que gobierna hasta 2023. En 2017 obtiene mediante una moción de censura la alcaldía de Villarcayo, cargo que revalida en las Elecciones municipales de España de 2019. A lo largo de estos años concurre igualmente en varias elecciones nacionales de España y regionales de Castilla y León, sin obtener representación. En las Elecciones a las Cortes de Castilla y León de 2022 se presenta dentro de la plataforma España Vaciada - Vía Burgalesa.